# Фонтене-о-Роз
Фонтене́-о-Роз (фр. Fontenay-aux-Roses) — город и коммуна во Франции, находится в регионе Иль-де-Франс. Департамент коммуны — О-де-Сен. Центр кантона Фонтене-о-Роз. Округ коммуны — Антони.
Код INSEE коммуны 92032.

## География
Фонтене-о-Роз расположен приблизительно в 10 км к юго-западу от Парижа, в 15 км к юго-востоку от Нантера, на плато Шатийон. Фонтене-о-Роз разделён на пять районов: Перванш — Валь-Контан (на северо-западе), Парк — Сантр-Виль (на севере), Скаррон — Сорьер (на северо-востоке), Ормео — Ренар (на юго-западе), Блажи — Гар (на юго-востоке).
В XVII веке город был официальным поставщиком роз ко двору короля Людовика XIV.

## Климат
Климат морской, характеризуется солнечной погодой и относительно малым количеством осадков.
| Показатель                    | Янв. | Фев. | Март | Апр. | Май  | Июнь | Июль | Авг. | Сен. | Окт. | Нояб. | Дек. | Год   |
| ----------------------------- | ---- | ---- | ---- | ---- | ---- | ---- | ---- | ---- | ---- | ---- | ----- | ---- | ----- |
| Средний суточный максимум, °C | 6,9  | 8,2  | 11,8 | 14,7 | 19   | 21,8 | 24,4 | 24,6 | 20,8 | 15,8 | 10,4  | 7,8  | 15,5  |
| Средняя температура, °C       | 4,7  | 5,5  | 8,4  | 10,8 | 14,8 | 17,6 | 20   | 20   | 16,7 | 12,6 | 7,9   | 5,7  | 12,1  |
| Средний суточный минимум, °C  | 2,5  | 2,8  | 5,1  | 6,8  | 10,5 | 13,3 | 15,5 | 15,4 | 12,5 | 9,2  | 5,3   | 3,6  | 8,6   |
| Норма осадков, мм             | 53,7 | 43,7 | 48,5 | 53   | 65   | 54,6 | 63,2 | 43   | 54,7 | 59,7 | 52    | 58,7 | 649,8 |

## Население
Население коммуны на 2008 год составляло 24 131 человек.
| 1962   | 1968   | 1975   | 1982   | 1990   | 1999   | 2008   |
| ------ | ------ | ------ | ------ | ------ | ------ | ------ |
| 20 237 | 23 355 | 25 596 | 23 915 | 23 322 | 23 537 | 24 131 |

## Администрация
Муниципальный совет состоит из мэра, десяти заместителей мэра, пяти муниципальных делегатов и двенадцати муниципальных советников и семи муниципальных советников от оппозиции.
| Период | Период | Фамилия      | Партия                             | Профессия |
| ------ | ------ | ------------ | ---------------------------------- | --------- |
| 1946   | 1977   | Морис Долив  | Социал-демократическая партия      |           |
| 1977   | 1989   | Жан Фурнье   | Союз за французскую демократию     |           |
| 1989   | 1994   | Ален Муазан  | Объединение в поддержку республики |           |
| 1994   |        | Паскаль Бюше | Социалистическая партия            |           |

## Экономика
В 2007 году среди 16 020 человек в трудоспособном возрасте (15-64 лет) 12 238 были экономически активными, 3782 — неактивными (показатель активности — 76,4 %, в 1999 году было 74,6 %). Из 12 238 активных работали 11 187 человек (5610 мужчин и 5577 женщин), безработных было 1051 (519 мужчин и 532 женщины). Среди 3782 неактивных 2023 человека были учениками или студентами, 841 — пенсионерами, 918 были неактивными по другим причинам.

## Достопримечательности
- Церковь Сен-Станисла-де-Блажи, построена в 1934—1936 годах. Памятник культурного наследия[3]
- Церковь Святых Петра и Павла. Памятник культурного наследия[4]
- Коллеж Сент-Барб-де-Шан, расположен в замке 1-й пол. XVIII века. Исторический памятник с 1943 года[5]
- Замок Ла-Буасье (кон. XVII века). Памятник культурного наследия[6]

## Известные уроженцы
- Айелло, Лоран (род. 1969) — французский автогонщик.

## Города-побратимы
- Вислох (Германия, с 1974)[7]
- Боремвуд (Великобритания, с 1982)[7]

## Фотогалерея

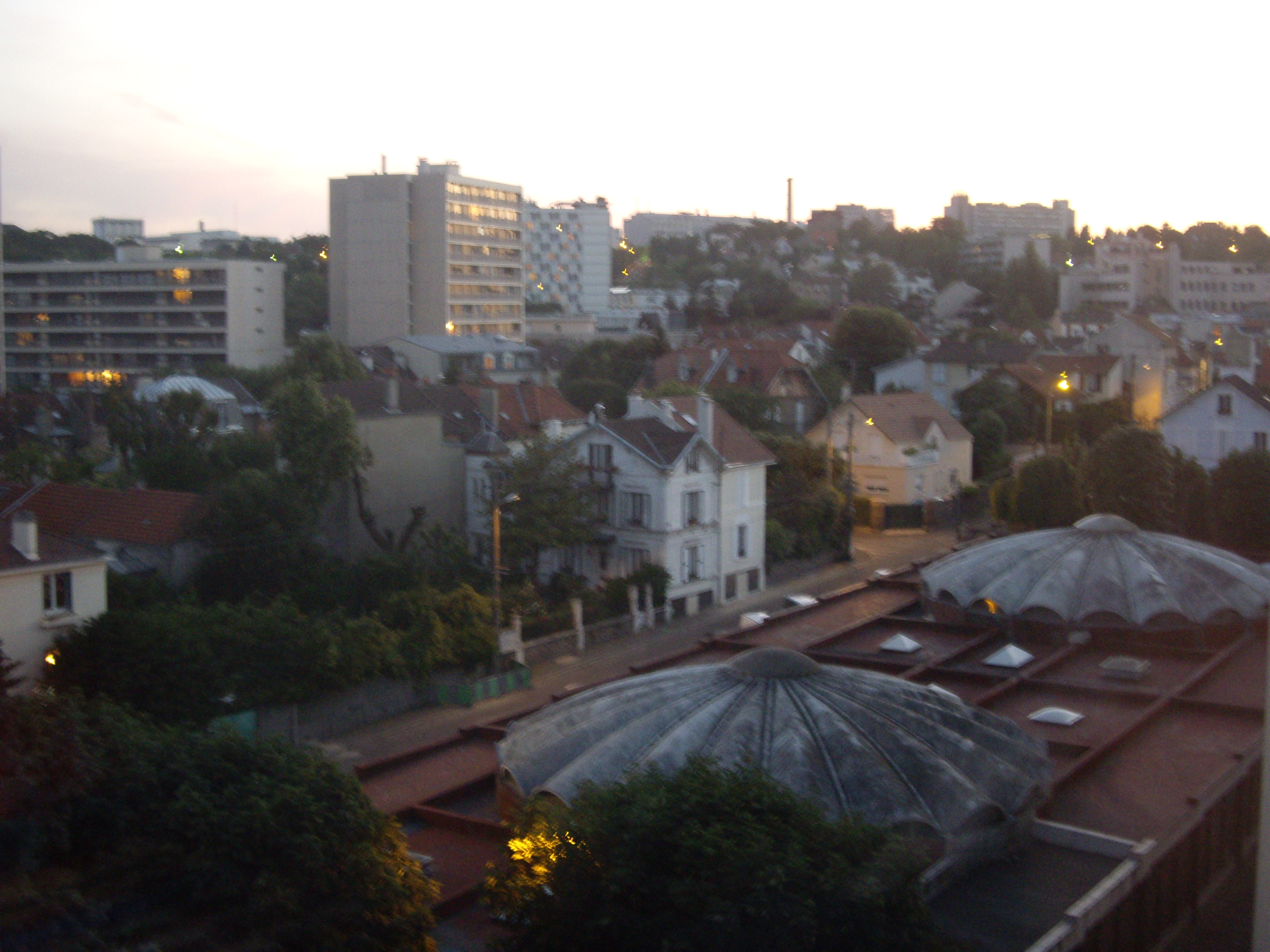
Фонтене-о-Роз
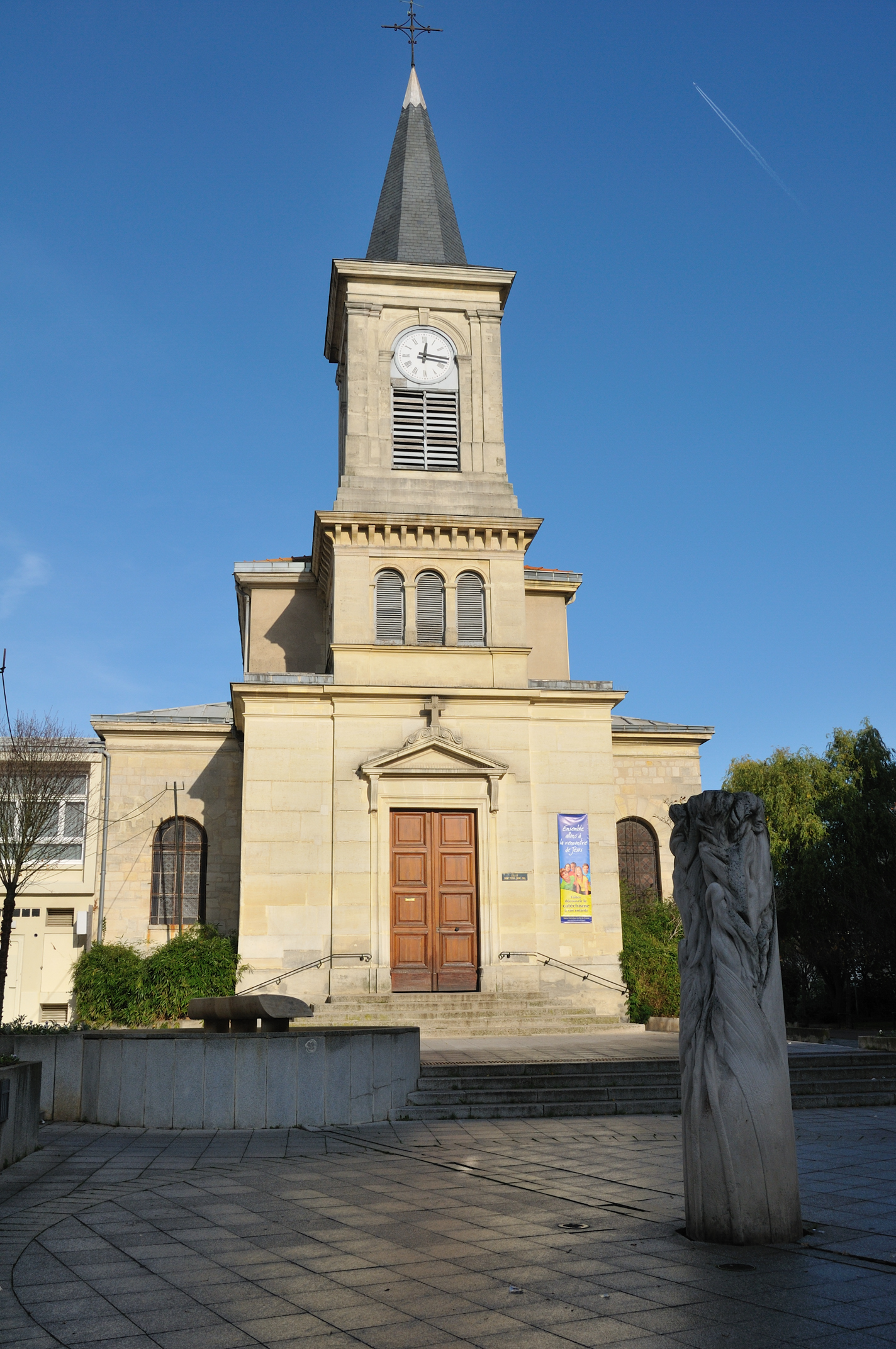
Церковь Святых Петра и Павла
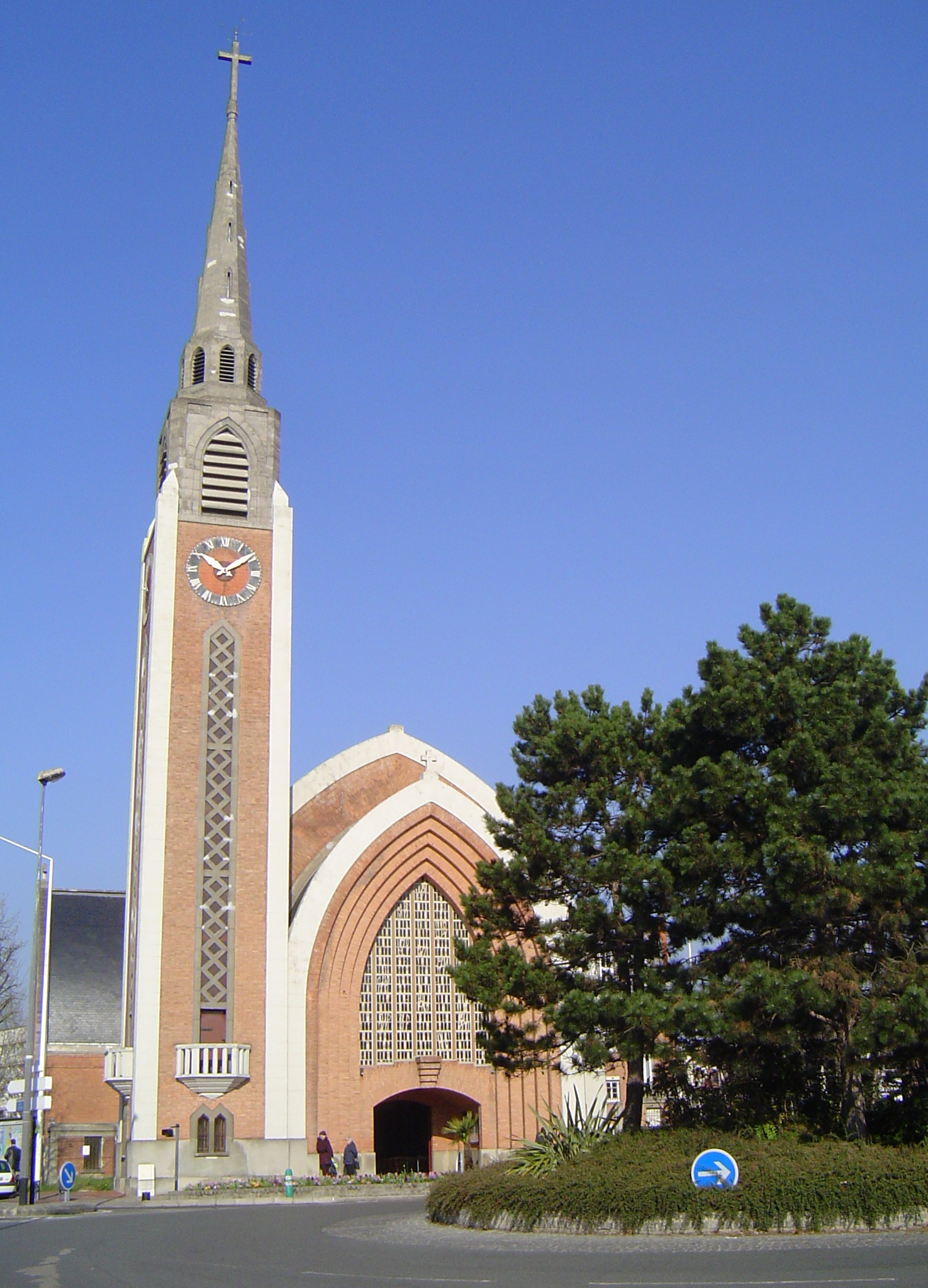
Церковь Сен-Станисла-де-Блажи
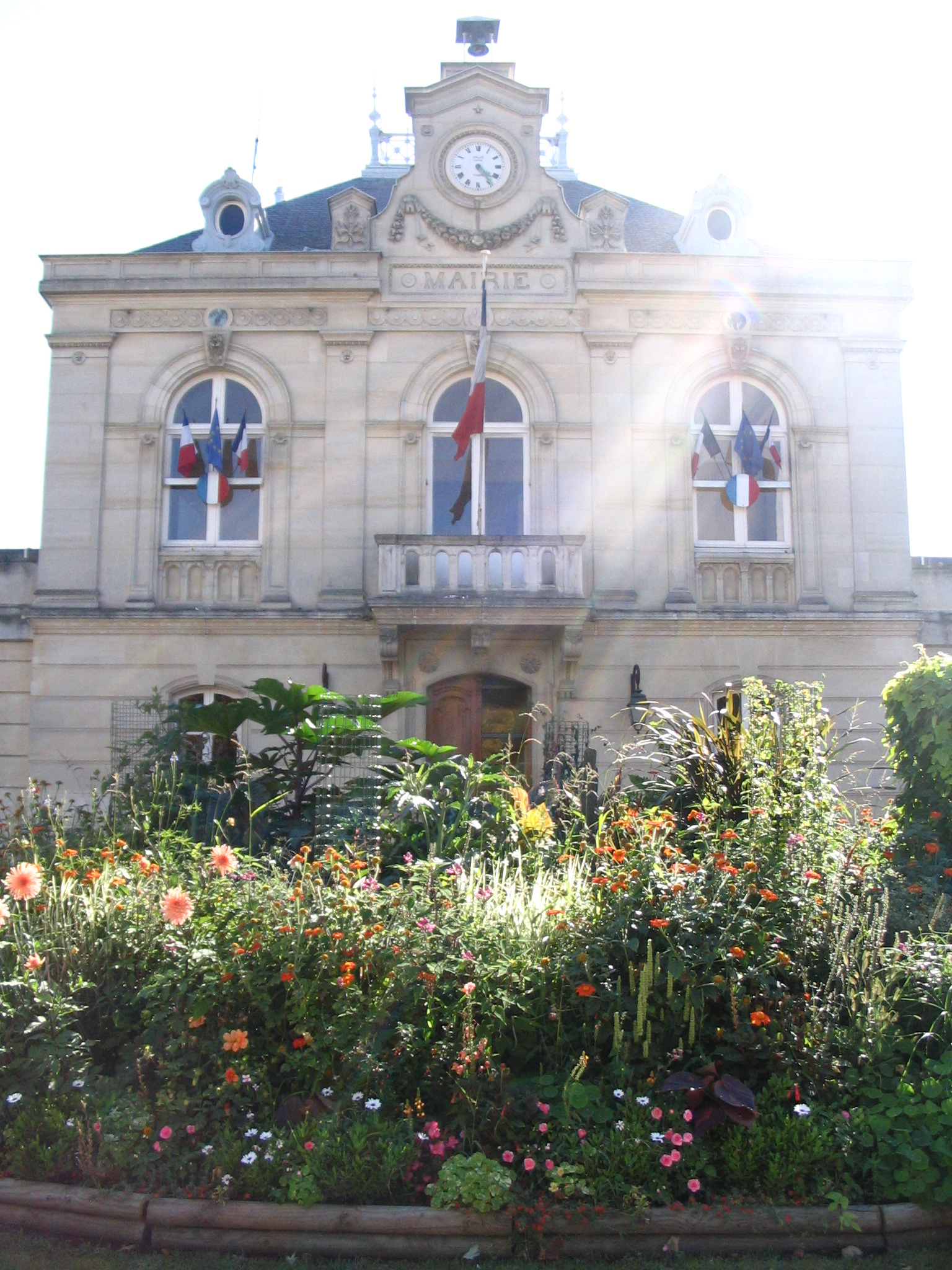
Мэрия
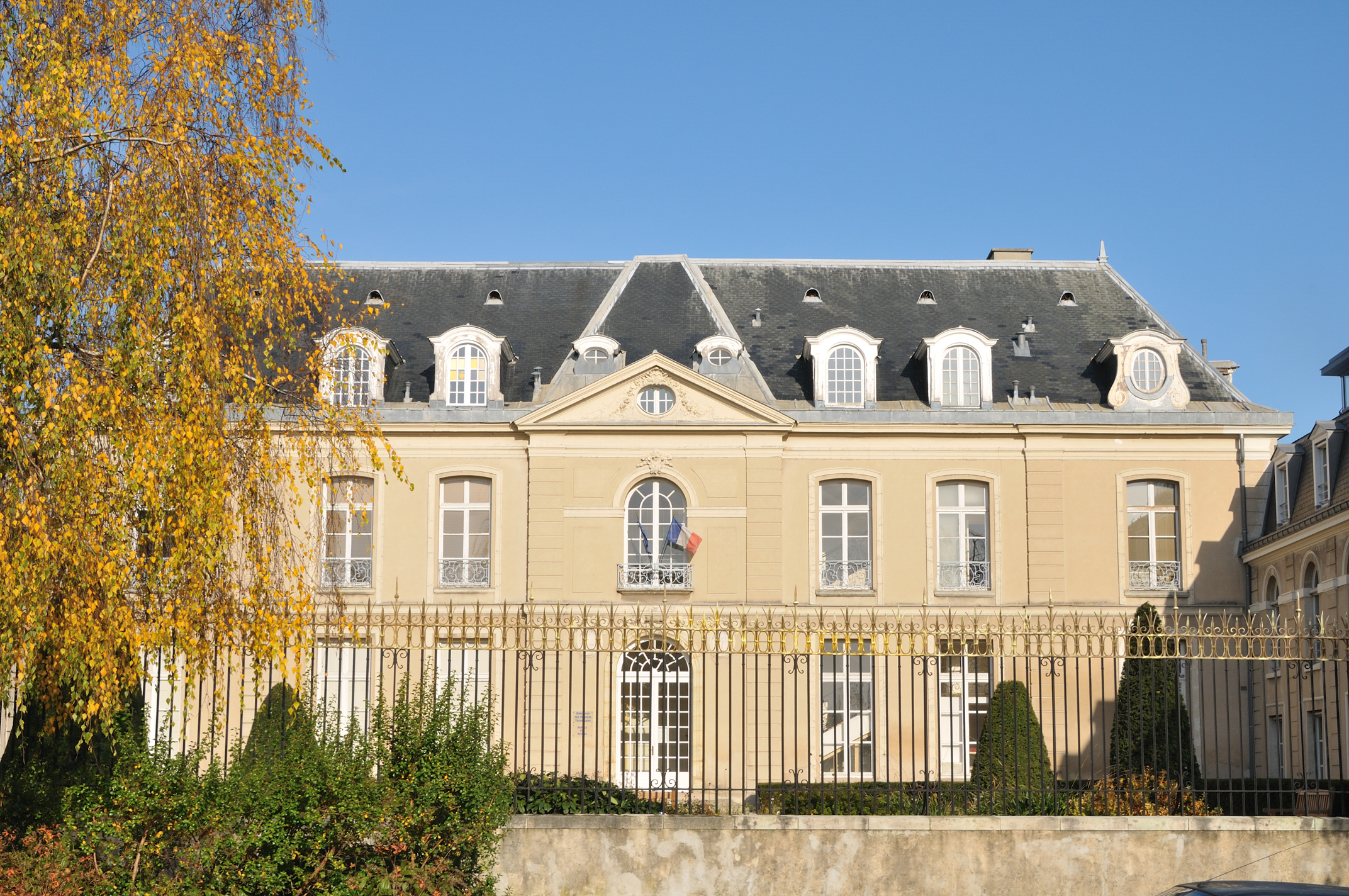
Коллеж Сент-Барб-де-Шан
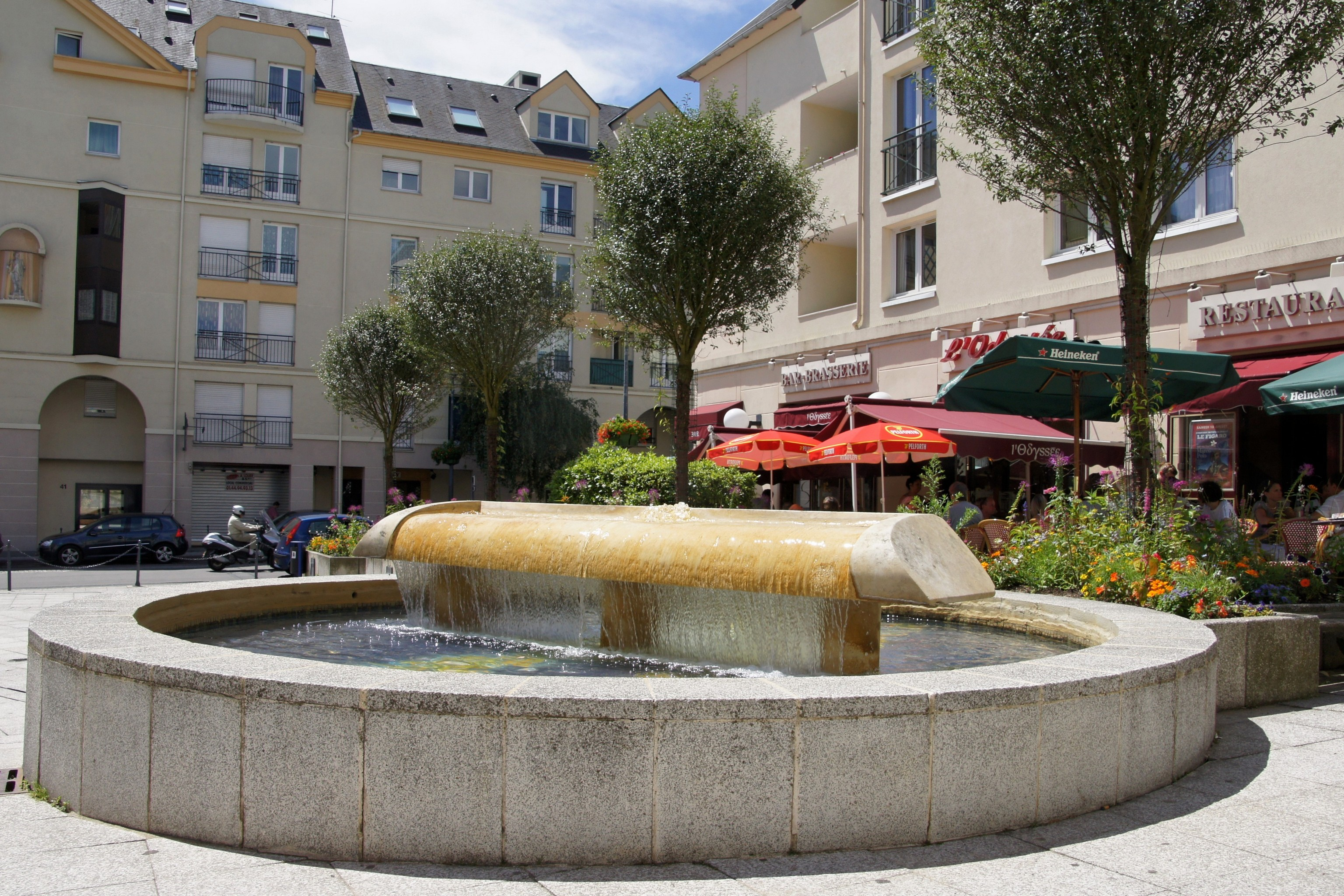
Фонтан